# Piégros-la-Clastre
Piégros-la-Clastre település Franciaországban, Drôme megyében. Lakosainak száma 883 fő (2022. január 1.). Piégros-la-Clastre Aouste-sur-Sye, Aubenasson, Mirabel-et-Blacons és Saou községekkel határos.

## Népesség
A település népességének változása:
| Lakosok száma | 513  | 571  | 662  | 863  | 832  | 831  | 843  | 873  | 887  | 883  |
|               | 1968 | 1982 | 1990 | 2006 | 2013 | 2015 | 2017 | 2019 | 2020 | 2022 |